# Izomfájdalom
Myalgia minden olyan betegség gyűjtőfogalma, amely izomfájdalommal jár. Tulajdonképpen nem diagnózis, nem is betegség, hanem csak tünet.
A tartós izomfeszülés révén az izmokban fájdalmas myogelosisos csomók alakulhatnak ki. Tisztázatlan eredettel létrejött kötőszöveti és izomfájdalom. 
A népesség 5-7%-ban előfordul, amin belül 80-90%-os gyakorisággal fiatal, középkorú nőknél jelentkezik.
Következménye ez a gyakran terápiarezistens kórkép, az aktív korban lévő egyének teljesítőképességét rontja, ami munkából való kiesést, rokkantságot idézhet elő.